# Mangunrejo (Kepanjen)
Mangunrejo is een bestuurslaag in het regentschap Malang van de provincie Oost-Java, Indonesië. Mangunrejo telt 5403 inwoners (volkstelling 2010).